# Agrotis lupita
Agrotis lupita är en fjärilsart som beskrevs av Beutelspacher 1983. Agrotis lupita ingår i släktet Agrotis och familjen nattflyn. Inga underarter finns listade i Catalogue of Life.